# Tenywa Bonseu
Tenywa Bonseu (Kampala, 28 ottobre 1976) è un ex calciatore ugandese, di ruolo difensore.

## Carriera

### Club

#### Dilettantismo e college
Bonseu ha iniziato la sua carriera in patria con l'Horizon FC, l'Uganda, prima di trasferirsi negli Stati Uniti nel 1997 per iniziare a giocare a calcio universitario con il Martin Methodist College nel Tennessee rurale.

#### Professionismo
Bonseu entrò a far parte dei Pittsburgh Riverhounds della A-League nel 1999 e ha giocato lì per due stagioni, prima di firmare con i Chicago Fire, franchigia della Major League Soccer. Bonseu passò diverse stagioni in MLS, giocando con i Columbus Crew nel 2001, i Dallas Burn nel 2002 e nel 2003, e i MetroStars, che acquisirono Tenywa da Dallas per Steve Jolley prima della stagione 2004. In cinque stagioni in MLS, Bonseu ha giocato in 87 regular season e 11 play-off (a partire da tutti tranne tre).
Dopo essere stato rilasciato dai MetroStars, Bonseu ha giocato quattro stagioni con i Rochester Rhinos nella USL First Division dal 2005 al 2008, prima di firmare con i Pittsburgh Riverhounds nel 2009, dove al termine della stagione si ritira dal calcio.

### Nazionale
Bonseu è stato uno dei giocatori più giovani ad esordire con la nazionale ugandese. Conta nove presenze con l'Uganda.